# Карајукића Бунари
Карајукића Бунари је насеље у Србији у општини Сјеница у Златиборском округу. Према попису из 2022. било је 104 становника (према попису из 1991. било је 207 становника).
Село је познато по ниским зимским температурама и снежним сметовима, најнижим које су измерене икада у Србији. Најнижа измерена температура износила је -39 °C.

## Демографија
У насељу Карајукића Бунари живи 77 пунолетних становника, а просечна старост становништва износи 32,0 година (31,4 код мушкараца и 32,6 код жена). У насељу има 30 домаћинстава, а просечан број чланова по домаћинству је 3,87.
Ово насеље је великим делом насељено Бошњацима (према попису из 2002. године).
|  |

| Демографија | Демографија | Демографија |
| Година      | Становника  | Становника  |
| ----------- | ----------- | ----------- |
| 1948.       | 30          |             |
| 1953.       | 35          |             |
| 1961.       | 41          |             |
| 1971.       | 154         |             |
| 1981.       | 171         |             |
| 1991.       | 207         | 206         |
| 2002.       | 116         | 144         |

| Етнички састав према попису из 2002.‍ | Етнички састав према попису из 2002.‍ | Етнички састав према попису из 2002.‍ | Етнички састав према попису из 2002.‍ | Етнички састав према попису из 2002.‍ |
| ------------------------------------ | ------------------------------------ | ------------------------------------ | ------------------------------------ | ------------------------------------ |
|                                      |                                      |                                      |                                      |                                      |
| Бошњаци                              | Бошњаци                              |                                      | 109                                  | 93,96%                               |
| Срби                                 | Срби                                 |                                      | 7                                    | 6,03%                                |
| непознато                            | непознато                            |                                      | 0                                    | 0,0%                                 |

| Година пописа     | 1948. | 1953. | 1961. | 1971. | 1981. | 1991. | 2002. |
| ----------------- | ----- | ----- | ----- | ----- | ----- | ----- | ----- |
| Број домаћинстава | 15    | 17    | 20    | 36    | 42    | 41    | 30    |

| Број чланова      | 1 | 2 | 3 | 4 | 5 | 6 | 7 | 8 | 9 | 10 и више | Просек |
| ----------------- | - | - | - | - | - | - | - | - | - | --------- | ------ |
| Број домаћинстава | 1 | 8 | 4 | 5 | 7 | 3 | 2 | 0 | 0 | 0         | 3,87   |

| Пол    | Укупно | Неожењен/Неудата | Ожењен/Удата | Удовац/Удовица | Разведен/Разведена | Непознато |
| ------ | ------ | ---------------- | ------------ | -------------- | ------------------ | --------- |
| Мушки  | 39     | 15               | 24           | 0              | 0                  | 0         |
| Женски | 43     | 12               | 27           | 4              | 0                  | 0         |
| УКУПНО | 82     | 27               | 51           | 4              | 0                  | 0         |

| Пол    | Укупно                    | Пољопривреда, лов и шумарство | Рибарство                            | Вађење руде и камена | Прерађивачка индустрија       |
| ------ | ------------------------- | ----------------------------- | ------------------------------------ | -------------------- | ----------------------------- |
| Мушки  | 22                        | 12                            | 0                                    | 0                    | 1                             |
| Женски | 21                        | 16                            | 0                                    | 0                    | 0                             |
| УКУПНО | 43                        | 28                            | 0                                    | 0                    | 1                             |
| Пол    | Производња и снабдевање   | Грађевинарство                | Трговина                             | Хотели и ресторани   | Саобраћај, складиштење и везе |
| Мушки  | 0                         | 1                             | 0                                    | 0                    | 0                             |
| Женски | 0                         | 0                             | 0                                    | 0                    | 0                             |
| УКУПНО | 0                         | 1                             | 0                                    | 0                    | 0                             |
| Пол    | Финансијско посредовање   | Некретнине                    | Државна управа и одбрана             | Образовање           | Здравствени и социјални рад   |
| Мушки  | 0                         | 0                             | 0                                    | 6                    | 0                             |
| Женски | 0                         | 0                             | 0                                    | 4                    | 0                             |
| УКУПНО | 0                         | 0                             | 0                                    | 10                   | 0                             |
| Пол    | Остале услужне активности | Приватна домаћинства          | Екстериторијалне организације и тела | Непознато            | Непознато                     |
| Мушки  | 0                         | 0                             | 0                                    | 2                    | 2                             |
| Женски | 0                         | 0                             | 0                                    | 1                    | 1                             |
| УКУПНО | 0                         | 0                             | 0                                    | 3                    | 3                             |

## Најхладније село у Србији
Село Карајукића Бунари познато је као најхладније село у Србији. Када током зиме наиђу ледени дани, дешава се да највиша дневна температура данима буде око -15 °C, па и до -20 °C. Крајем јануара 2006. године у метеоролошкој станици у селу измерено је -39,6 °C. Према речима неких мештана, тада су на термометрима испред својих кућа измерили невероватних -41 °C, што је најнижа икада измерена температура у Србији. Идеално време за екстремно ниску температуру у Карајукића Бунарима јесте када из Сибира стигне ледени талас. Када је ноћ ведра и без ветра, а тло под снегом, хладан ваздух се са околних планина спусти у котлину, где се стварају такозвана „језера” хладног ваздуха. Колико се зна, као званичан рекорд за бившу Југославију, Србију, и даље се води температура измерена 26. јануара 1954. године када је у Сјеници, на тридесетак километара од Карајукића Бунара било минус 38,4 степена. У архиви Метеоролошке станице у Сјеници постоји податак да у јануару 2006. готово месец дана температура у овом крају Србије није прелазила нулти подеок, већи део месеца жива у термометру показивала је између минус 15 и минус 30 степени.
Ледени дани нису реткост ни током пролећа. Тако је 1. марта 2018. године у Сјеници измерено -23 °C, а слична температура на Пештеру је измерена и 1. марта 1965.  Према подацима Метеоролошке станице у Сјеници, апсолутни рекорд за април у овом делу Србије је -13 °C.
Цео крај је познат и по снежним падавинама. У јуну 1987. године на Пештеру је, као и у читавом овом крају за ноћ пало 15 центиметара снега. Једини месец у години у коме на Пештеру нису забележене снежне падавине је јули.